# Wola Ostaszewska
Wola Ostaszewska – wieś sołecka w Polsce położona w województwie mazowieckim, w powiecie ciechanowskim, w gminie Sońsk.
Wola Ostaszewska sąsiaduje z Ostaszewem i z Koźniewem Wielkim. Jest to niewielka, spokojna wieś oddalona od Ciechanowa o ok. 25 km. Po wojnie cała miejscowość uległa spaleniu. We wsi znajduje się również budynek OSP (Ochotnicza Straż Pożarna). 
W latach 1975–1998 miejscowość administracyjnie należała do województwa ciechanowskiego.